# Albufeira de Bratsk
A albufeira de Bratsk (em russo:  Бра́тское водохрани́лище, Bratskoye vodokhranílishchye) é uma albufeira no rio Angara, no oblast de Irkutsk, na Rússia, criado pela construção da Central Hidroelétrica de Bratsk. Recebe o nome da cidade de Bratsk, que fica próxima. Tem uma área de 5470 km2 e um volume máximo de 169,27 km3, o que a torna uma das maiores albufeiras do mundo em volume. À data da inauguração em 1967, a albufeira era a maior do mundo em volume. Its electrical power capacity is 4,500 MW.
A épica construção da central hidroelétrica e albufeira de Bratsk é tema de um longo poema epónimo de Yevgeni Yevtushenko. Mais tarde (1976), o impacto da construção na vida da população próxima foi motivo da novela de Valentin Rasputin Adeus a Matyora.